# Breonia sambiranensis
Breonia sambiranensis är en måreväxtart som beskrevs av Razaf.. Breonia sambiranensis ingår i släktet Breonia och familjen måreväxter. Inga underarter finns listade i Catalogue of Life.